# Шарафутдинова, Мусаллам Ходжаевна
Мусаллам Ходжаевна Шарафутдинова (1920 — 8 января 2005) — передовик советской медицины и здравоохранения, врач детской поликлиники № 1, город Самарканд, Узбекской ССР. Герой Социалистического Труда (1978).

## Биография
Родилась в 1920 году в городе Самарканде Самаркандской области Туркестанской АССР в узбекской семье. 
Окончив медицинский техникум в 1942 году стала работать фельдшером. В 1946 году стала учиться в Самаркандском медицинском институте. в 1952 году защитила диплом врача.
В 1952 году начала свою трудовую деятельность врачом-педиатром в детской поликлинике №1 города Самарканда Узбекской ССР. На протяжении 30 лет она помогала детям и семьям с несовершеннолетними детьми, была инициатором строительства нового здания поликлиники. По итогам восьмой пятилетки была награждена орденом Октябрьской Революции.   
«За большие заслуги в развитии народного здравоохранения», указом Президиума Верховного Совета СССР от 23 октября 1978 года Мусаллам Ходжаевне Шарафутдиновой было присвоено звание Героя Социалистического Труда с вручением ордена Ленина и золотой медали «Серп и Молот».
Работала врачом в поликлинике до выхода на заслуженный отдых.   
Проживала в городе Самарканде. Умерла 8 января 2005 года.  

## Награды
За трудовые успехи была удостоена:
- золотая звезда «Серп и Молот» (23.10.1978);
- орден Ленина (23.10.1978);
- Орден Октябрьской Революции (20.07.1971)
- другие медали.